# Blázquez (kommun)
Blázquez är en kommun i Spanien.   Den ligger i provinsen Province of Córdoba och regionen Andalusien, i den centrala delen av landet, 270 km sydväst om huvudstaden Madrid. Antalet invånare är 727.